# Lasioglossum viride
Lasioglossum viride är en biart som först beskrevs av Gaspard Auguste Brullé 1840.  Lasioglossum viride ingår i släktet smalbin, och familjen vägbin.

## Underarter
Arten delas in i följande underarter:
- L. v. unicolor
- L. v. viride